# Julius Krautz
Julius Krautz, né le 11 septembre 1843 à Zehden et mort le 24 avril 1921 à Rüdersdorf bei Berlin, est un bourreau prussien.
Il est considéré comme le bourreau le plus célèbre de l'histoire allemande. Les vêtements que l'on associe communément au bourreau lui sont dus : redingote queue de pie, gants blancs et chapeau haut de forme.

## Biographie
Fils d'un équarisseur,  il entame d'abord un apprentissage de pâtissier qu'il n'achèvera pas. Il quitte sa ville natale et se rend à Jerichow près de Tangermünde pour se former à l'équarissage puis travaille dans diverses entreprises. Il fait son service militaire dans l'armée prussienne, participe aux guerres de 1866 et 1870-1871, est promu sergent et décoré de la croix de fer. Il se rend à Berlin et devient contremaître du grand atelier d'équarrissage berlinois de Wedding. Il occupe ensuite officiellement le poste de bourreau.
Sa première exécution le 16 août 1878 est celle de l'anarchiste Max Hödel, auteur d'une tentative d'assassinat au revolver contre l'empereur Guillaume Ier le 12 mai 1878. A Berlin à cette époque, les décapitations sont effectuées avec une hache à main. Comme Krautz ne possède pas sa propre hache, il emprunte une copie de hache au musée de la Marche de Brandebourg, copie que le bourreau Friedrich Reindel, qui travaillait à Magdebourg, avait prêtée au musée en mars 1876 à des fins d'exposition. La hache et le bloc sont encore visibles aujourd'hui au musée. Par la suite, l'administration fournit à Krautz sa propre hache.
En avril 1889, Krautz a décapité 53 hommes et une femme, huit à Berlin et dans le Brandenbourg environnant, 36 dans les provinces prussiennes et dix dans des terres non prussiennes. En tant que bourreau, Krautz a perçu 300 à 500 marks-or par exécution, mais cette somme doit couvrir les dépenses nécessaires pour lui-même et ses trois assistants, de sorte que son bénéfice net est d'environ 150 marks par exécution.
Lors d'une rixe dans une auberge en avril 1889, Krautz tue son ancien assistant Gummich en état de légitime défense. Arrêté, il est jugé et acquitté, mais la justice berlinoise décide de renoncer à ses services.
Le roman de colportage de plus de 3000 pages Le Bourreau de Berlin, un roman basé sur des actes, des notes et des communications du bourreau Julius Krautz, a atteint une renommée presque légendaire. Malgré son prix élevé de 13 marks-or, l'ouvrage publié en 1889 connut le succès avec un quart de million d'acheteurs. L'ouvrage de 130 cahiers, publié chaque semaine à dix pfennigs, comptait 260 000 abonnés. Le roman aurait été largement diffusé chez les femmes de chambre de Berlin. Sur le plan de la composition, il se construit sur d'une chaîne de moments forts au sein d'actions peu élaborées. Les premiers chapitres proposent, entre autres, les actions suivantes : exécution d'une fille innocente, chute d'un artiste d'un trapèze, serment de vengeance, enlèvement d'enfant, chasse à l'homme, évasion du fusillé, préparatifs d'infanticide, évasion avec enfant, accident de train, adultère, etc.
Krautz monte ensuite un abattoir de chevaux et se reconvertit comme aubergiste. Il vend sa hache au Panoptikum de Castan, un cabinet de cire, sur la Friedrichstraße à Berlin, où elle est perdue après 1920. Il déménage à Burig près de Neu Zittau à l'est de Berlin. Au tournant du siècle, Krautz reste le représentant le plus connu de sa guilde. Le médecin et physiologiste du cerveau Ernst Below parle dans ses mémoires Un dimanche matin à Dalldorf  d'un bourreau nommé Krautz qui vivait dans un ancien atelier d'équarrissage.